# Backlash: In Your House
Backlash: In Your House was een professioneel-worstel-pay-per-viewevenement dat geproduceerd werd door World Wrestling Federation (WWF). Dit evenement was de eerste editie van Backlash en vond plaats in het Providence Civic Center in Providence (Rhode Island) op 25 april 1999.
De hoofd wedstrijd was een herkansingswedstrijd van WrestleMania XV tussen de kampioen Stone Cold Steve Austin en The Rock voor het WWF Championship. Steve Austin won de match en prolongeerde zijn titel.

## Wedstrijden
| Nr.                                                                          | Match | Winnaar(s)                  |
| ---------------------------------------------------------------------------- | --- | --------------------------- |
| 1                                                                            | Ministry of Darkness vs. The Brood in een 6-man tag team match                                                                                           | Ministry of Darkness        |
| 2                                                                            | Hardcore Holly (c) vs. Al Snow (met Head) in een Hardcore match voor het WWF Hardcore Championship                                                       | Al Snow (nc)                |
| 3                                                                            | The Godfather (c) vs. Goldust (met The Blue Meanie) in een één-op-één match voor het WWF Intercontinental Championship                                   | The Godfather (c)           |
| 4                                                                            | New Age Outlaws vs. Owen Hart & Jeff Jarrett in een tag team match voor de "N°1 contendership" voor het WWF Tag Team Championship                        | New Age Outlaws             |
| 5                                                                            | Paul Wight vs. Mankind in een Boiler Room Brawl match | Mankind                     |
| 6                                                                            | X-Pac vs. Triple H (met Chyna) in een één-op-één match                                                                                                   | Triple H                    |
| 7                                                                            | The Undertaker (met Paul Bearer) vs. Ken Shamrock in een één-op-één match                                                                                | The Undertaker              |
| 8                                                                            | Stone Cold Steve Austin (c) vs. The Rock in een No Disqualification match voor het WWF Championship met Shane McMahon (als speciale gast scheidsrechter) | Stone Cold Steve Austin (c) |
| (c) huidige kampioen voor en na de match \| (nc) nieuwe kampioen na de match | |                             |